# Jakob Freund
Jakob Freund (* 8. Juni 1946 in Altstätten) ist ein Schweizer Volksmusikant und Politiker (SVP), heimatberechtigt in Altstätten im Kanton St. Gallen.

## Leben
Begonnen hat Freund seine politische Karriere zunächst in der FDP. Von 1978 bis 1988 war er Mitglied des Gemeinderates von Bühler. Bei den Wahlen 1995 wurde er in den Nationalrat gewählt, bei den Nationalratswahlen 2003 verlor er seinen Sitz.
Von 2001 bis 2012 war er Zentralpräsident des Verbandes Schweizer Volksmusik (VSV). Er spielt Hackbrett, Alphorn, Klavier und Kontrabass. Seine Stammformation ist die Streichmusik Alder aus Urnäsch. Von Beruf war er Meisterlandwirt und Grundstückschätzer. Heute lebt er in Bühler im Kanton Appenzell Ausserrhoden.